# Tablet (počítač)

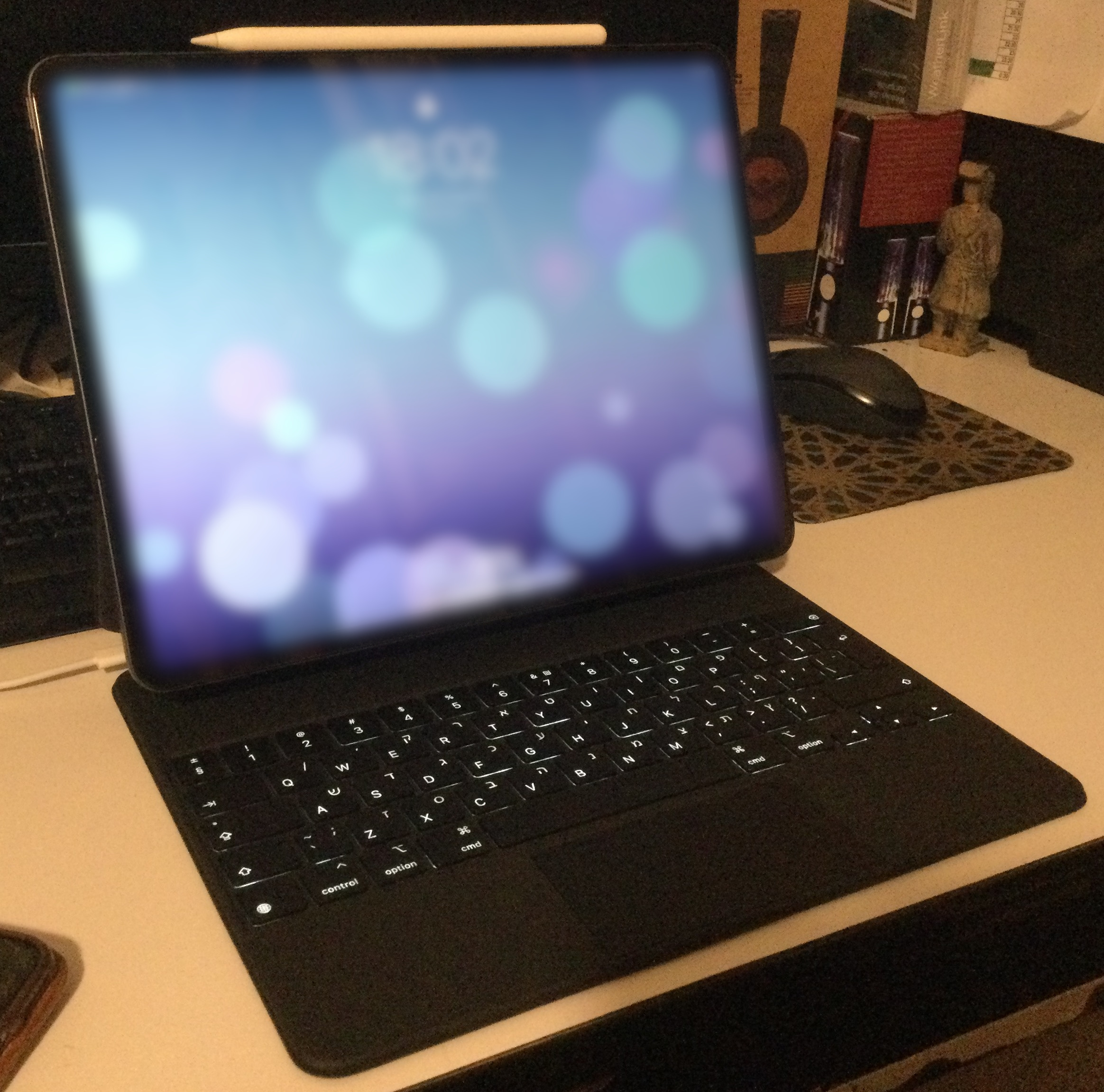
Tablet iPad Pro 4 s připojenou klávesnicí

Tablet je označení pro přenosný počítač ve tvaru desky s integrovanou dotykovou obrazovkou, která se používá jako hlavní způsob ovládání. Místo fyzické klávesnice se často používá virtuální klávesnice na obrazovce nebo psaní pomocí stylusu.
Během 20. století vznikaly různé představy o zařízeních s těmito vlastnostmi. Předchůdcem tabletů a notebooků byla koncepce Dynabook z roku 1968. Na přelomu století se Microsoft pokusil definovat koncepci výrobků Microsoft Tablet PC jakožto mobilní počítač pro obchodní práci v terénu, ale tato zařízení nedosáhla masového rozšíření především kvůli ceně a problémům s použitelností. V dubnu 2010 uvolňuje společnost Apple Inc. svůj výrobek iPad, tablet zaměřený na konzumaci multimédií. Posun v zaměření, spolu se zvýšenou použitelností a kvalitou celkově (oproti předchozím tabletům) je vnímán jako určení nové třídy spotřebitelských zařízení, a iPad tak vymezil trh tabletů v následujícím období.
Pojem tablet se vztahuje na různou formu zařízení, která se liší umístěním obrazovky ve vztahu ke klávesnici. Běžná je forma anglicky nazývaná slate ([slejt] – břidlice, břidlicová tabulka), která neobsahuje integrovanou klávesnici; ta však může být připojena bezdrátovým spojem nebo rozhraním USB.

## Historie

Počítačový tablet

Tablet a s ním související speciální provozní software úzce souvisí s technologií stylus, a proto má rozvoj tabletu hluboké historické kořeny.
Elektrická zařízení se vstupem a výstupem dat na plochém informačním displeji existovala již v roce 1988.
V průběhu 20. století bylo představeno mnoho zařízení s těmito vlastnostmi, ať už jako diazotypie, prototypy, nebo komerční produkty. Většinou to byly koncepty od Dynabook a staly se tak předchůdci tabletu a notebooků. V osmdesátých letech dvacátého století se krom akademických a výzkumných systémů objevilo několik společností, které přišly na trh s prvními komerčními produkty, založenými na této technologii.
Počátkem tohoto milénia se Microsoft pokusil definovat Microsoft Tablet PC jako mobilní počítač pro práci v terénu v oblasti obchodu. Navzdory snaze Microsoftu, se pro jejich zařízení nenašlo u veřejnosti široké využití, a to hlavně kvůli jejich ceně a problémům se širší využitelností tohoto produktu mimo jejich omezený účel.
V dubnu 2010 firma Apple vydala iPad, který znamenal posun v účelu a spolu se zvýšenou použitelností, životností baterie, jednoduchostí, nižší hmotností, cenou a celkovou kvalitou byl s ohledem na předchozí tablety vnímán jako nová třída spotřební elektroniky a vytvaroval komerční trh pro tablety v následujících letech.
V důsledku toho se od roku 2011 na trhu objevily dva zřetelně odlišné druhy tabletů, a to Tablet PC a Post-PC tablety, jejichž operační systémy jsou jiného původu.

### Tradiční Tablet PC
Tradiční Tablet PC je přenosný osobní počítač vybavený dotykovým displejem jako primární vstupní zařízení, který má nainstalovaný klasický desktop operační systém, který je upravený pro použití dotykových displejů. Tyto tablety jsou navrženy pro provoz a vlastnictví jednotlivců. Termín Tablet PC byl koncept, který předložila firma Microsoft v roce 2000 - 2001, ale původní název tablet PC poukazuje na tablet o velikosti osobního počítače s libovolným operačním systémem.
Tablety PC jsou převážně založeny na x86 architektuře IBM-PC a jsou plně funkčními osobními počítači, používajícími mírně upravený operační systém osobního počítače (např. Windows nebo Linux Ubuntu) tak, aby podporovali jejich dotykové obrazovky namísto tradičních displejů, myší a klávesnic. Typický tablet PC musí být řízen stylusem, protože ovládání na ploše OS vyžaduje vysokou přesnost pro výběr ovládacích prvků, jako je například tlačítko zavřít okno.

### „Post-PC“ tablet
Od poloviny roku 2010, byly zavedeny nové tablety s mobilními operačními systémy, které jíž nepodporují procesory Intel x86 a OS Microsoft Windows (někdy taky zvaný Wintel). Ty mají jiné rozhraní a na místo tradičních desktopových OS, představují nový typ počítačového zařízení. Tyto „post-PC" tablety (mobilní tablety s operačním systémem) nejčastěji používají kapacitní dotykové obrazovky s podporou vícedotykové ovládání, na místo jednoduchých odporových dotykových obrazovek typických řízený stylusem.
Jedním z nejúspěšnějších byl iPad Apple s operačním systémem iOS. Samsung Galaxy Tab a další následovaly v návaznosti na dnes zaběhlé trendy s vícedotykovým ovládáním a dalšími prvky uživatelského rozhraní, jako například flash paměti, SSD úložištěm a "warm-boot times" (funkce umožňující rychlejší startování bez předešlého úplného vypnutí operačního systému jako je např. hibernace, reset...), navíc je možné standardní připojení externí USB, nebo nejčastěji lze i připojit Bluetooth klávesnici. Nejčastější operační systémy používané na tabletech, které nejsou založeny na tradiční PC architektuře, jsou založeny na unixových operačních systémech jako je Darwin, Linux, nebo QNX. Některé mají kompatibilitu s 3G mobilními telefony.

## Dotykové uživatelské rozhraní

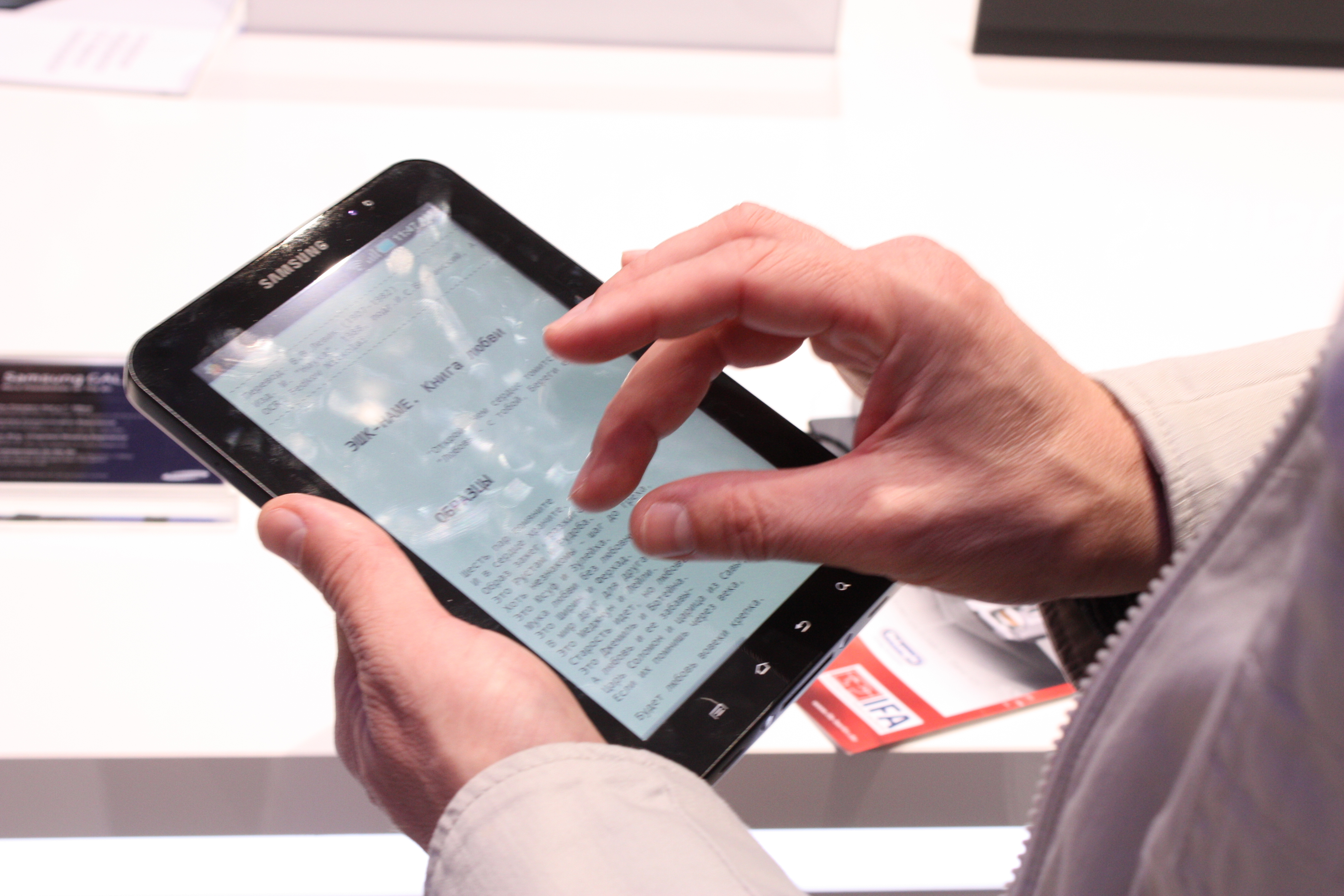
Samsung Galaxy Tab

Běžnou součástí mezi PC tablety je dotykové ovládání. To umožňuje uživateli používat třeba virtuální klávesnici a procházet snadno a intuitivně virtuálním prostředím na obrazovce.
Zpracování operačních systémů musí více reagovat na somatosenzorické systémy (doteky, teplota, pozice těla...) než na klávesnici nebo myš. Ačkoli se zařízení implementací liší od tradičních počítačů a notebooků, je tablet konkurencí pro běžné notebooky a to ve prospěch současných tabletů, a to hlavně díky vícedotykovému ovládání („multi-touch“ rozhraní), které často napodobuje skutečné objekty tak, jak se reálně chovají.

### Rozpoznávání rukopisu

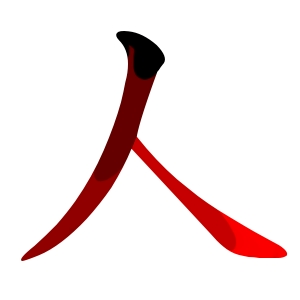
Čínské znaky jako tento (osoba) mohou být psány za pomoci rozpoznávání rukopisu(, čínsky: rén, korejsky: in, japonsky: jin, nin; hito, kantonsky: jan4). Znak je tvořen dvěma tahy - první je zde tmavě, druhý světle. Černé místo označuje výchozí pozici psacího nástroje.

Protože Tablet PC normálně používá stylus, má často implementované tzv. rozpoznávání rukopisu, zatímco tablety s prstem řízenými obrazovkami ho zpravidla nemají. Prstem řízené obrazovky jsou však potenciálně vhodnější pro vkládání kódových tabulek se znaky pro psaní třeba v čínštině, japonštině, korejštině a to hlavně díky jejich schopnosti snímání tlaku. Nicméně v tuto chvíli není možné většinu těchto možností využit. V důsledku toho čínští uživatelé často používají na tabletech pro vstup virtuální klávesnice.

### Hardware pro rozpoznání dotyků
Snímače dotyku mají obvykle jednu ze dvou forem:
- Odporové dotykové obrazovky jsou pasivní a mohou reagovat na jakýkoliv druh tlaku na obrazovce. Umožňují vysokou přesnost (což může být nezbytné, když se snažíte na dotykové obrazovce napodobit ukazatel pro přesné ukazovaní, (což je v Tablet PC běžné), ale vyžaduje to přesnou kalibraci. Vzhledem k vysoké rozlišovací detekci, je často používán pro odporové displeje stylus nebo nehet, i když existují možnosti pro realizaci vícedotykového ovládání na odporovou dotykovou obrazovku, možnosti jsou dost omezené. Jak mají moderní tablety PC tendenci se silně opírat o využití vícedotykového ovládání, tato technologie se zmenšuje na úzce specializovaná zařízení, u kterých by nebyla možnost odporové dotykové obrazovky nahradit kapacitními.

- Kapacitní dotykové obrazovky mají tendenci být méně přesné[zdroj?], ale citlivější než odporové displeje, protože vyžadují vodivý materiál pro vstup, jako jsou prsty, které nejsou tak přesné (oproti stylusu). Od moderního „Post-PC“ Tabletu se ale očekává práce s mnohem menší plochou než u zařízení tradičních „tablet PC" a tak se kvůli snadnému použití zpravidla nepoužívá stylus, a spíše potřebují funkci vícedotykového ovládání.

## Tablet jako pomůcka při výuce
Tablet začaly využívat školy při výuce. Pomocí tabletu je možné vyučovat až dvě třetiny předmětů, výhodou je, že díky tomu odpadá žákům nošení těžkých učebnic. Pro tyto výhody Praha 6 jako první vybavila tablety všechny své základní školy. Tablety také mohou být využity jako nástroj k ověřování znalostí žáků.
Ovšem současně tato zařízení odnaučují učit se, protože utlumují kritické myšlení, hlubší chápání smyslu informace a porozumění kontextu, a naopak posilují a rozvíjí způsoby práce a jednání spoléhající na okamžitý přístup k informacím bez použití vlastní paměti a vlastního přemýšlení. Školy by měly zamezovat nadužívání tabletů, určit plán jejich využívání a zamezit, aby žáci na tabletech nehráli hry a nebrouzdali po internetu bez souvislostí s výukou.
Zatím jsou tablety nasazeny experimentálně pouze v některých školách, zda jimi budou vybaveny trvale, závisí na srovnání výsledků žáků s tablety a jejich protějšků vybavených učebnicemi a sešity a na finančních možnostech škol.